# STS-97
STS-97 — космічний політ шатла «Індевор» за програмою «Спейс Шаттл» (101-й політ програми. Індевор стартував 1 грудня 2000 року з Кеннеді в штаті Флорида. Основним завданням є доставка на Міжнародну космічну станцію (МКС) модуля ферма «P6» з двома сонячними батареями сумарною потужністю до 64 кВт.

## Екіпаж

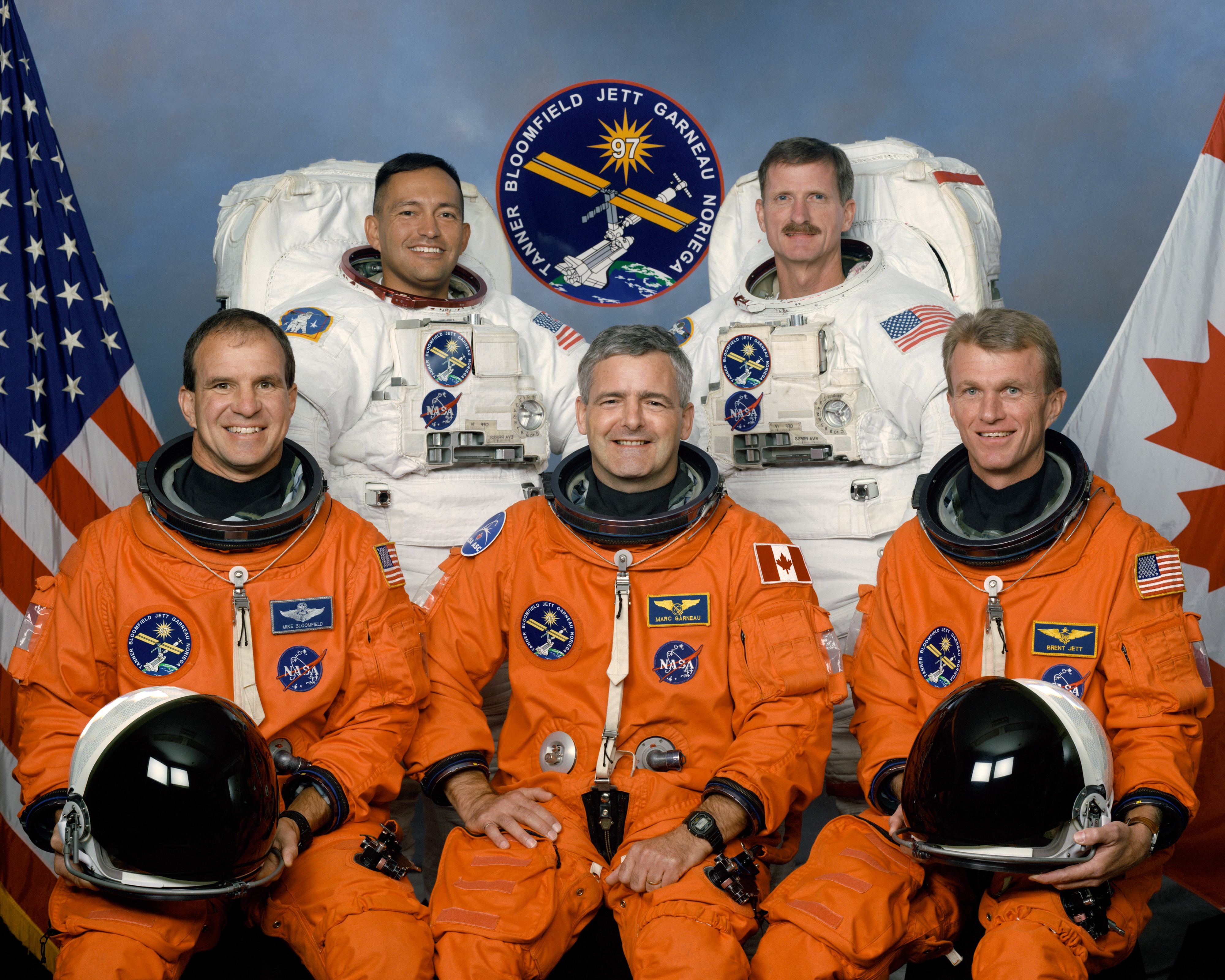
Екіпаж STS-97:(верхній ряд): Норьєга і Таннер
(нижній): Блумфілд, Гарно і Джетт

- (НАСА): Брент Ворд Джетт (3)[1] — командир.
- (НАСА):Майкл Блумфілд (англ. Michael John “Bloomer” Bloomfield) (2) — пілот.
- (НАСА): Джозеф Таннер (3) — фахівець польоту-1.
- (КАА): Марк Гарно (3) — фахівець польоту-2 бортінженер.
- (НАСА): Карлос Норьєга (2) — фахівець польоту-3.

## Параметри польоту

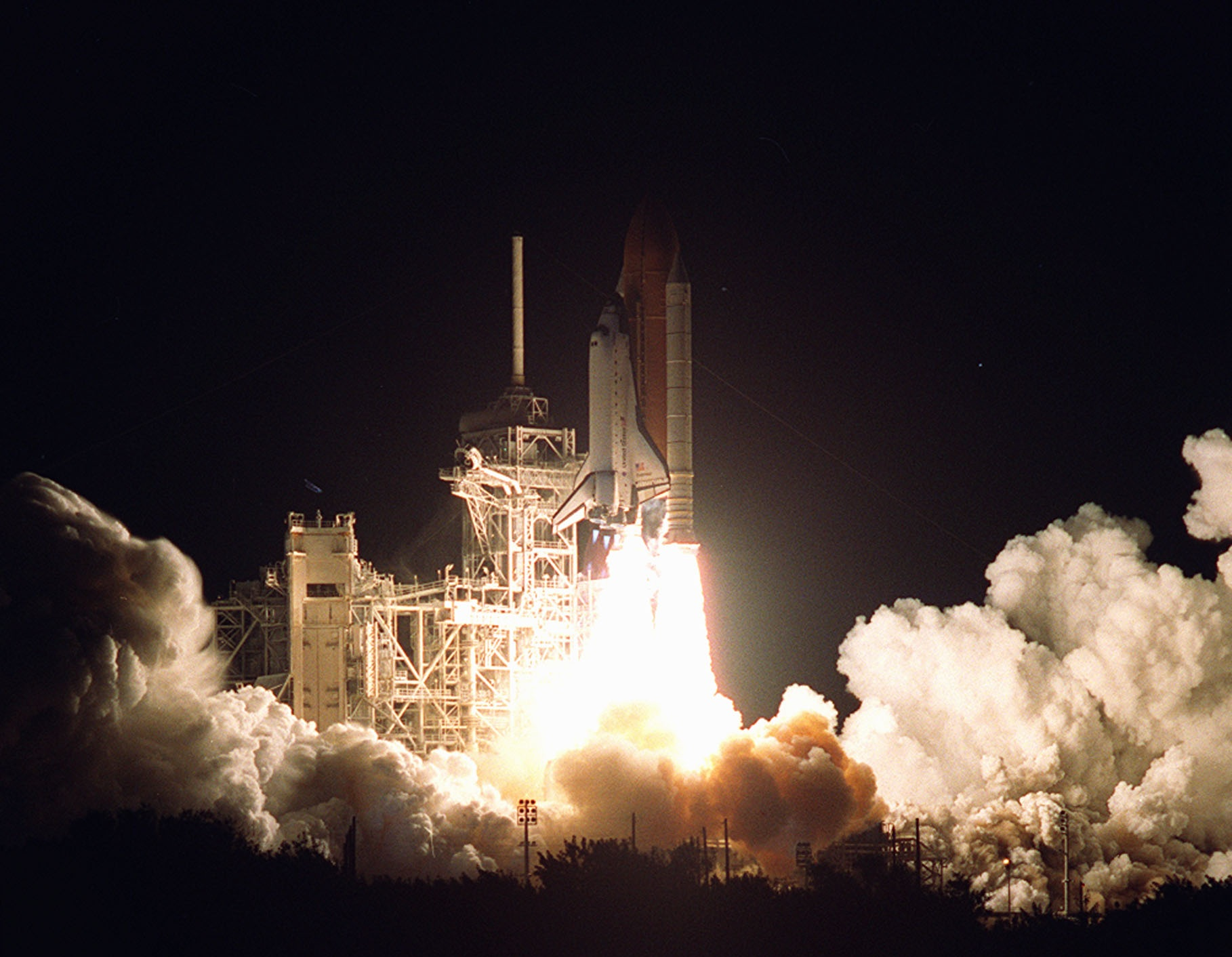
Зліт STS-97

- Маса апарата
  - При старті — 120 742 кг.
  - При посадці — 89 758 кг.
- Вантажопідйомність — 7906 кг.
- Нахил орбіти — 51,6°.
- Період звернення  — 91,7 хв
- Перигей — 352 км.
- Апогей — 365 км[2].

## Виходи в космосі
- 3 грудня, з 18:35 по 2:08 4 грудня (UTC), тривалість 7:00 33 хвилини — астронавти Джозеф Таннер і Карлос Норьєга. Забезпечення перенесення та припасування секції ферма «P6».
- 5 грудня, з 17:21 по 23:58 (UTC), тривалість 6:00 37 хвилин — астронавти Джозеф Теннер і Карлос Норьєга. Прокладка кабелів між ферма «P6» й ферма «Z1», переміщення антеною збірки «SASA».
- 7 грудня, з 16:13 по 21:23 (UTC), тривалість 5:00 10 хвилин — астронавти Джозеф Теннер і Карлос Норьєга. Підтягування панелей СБ, установка приладів.

## Моменти місії

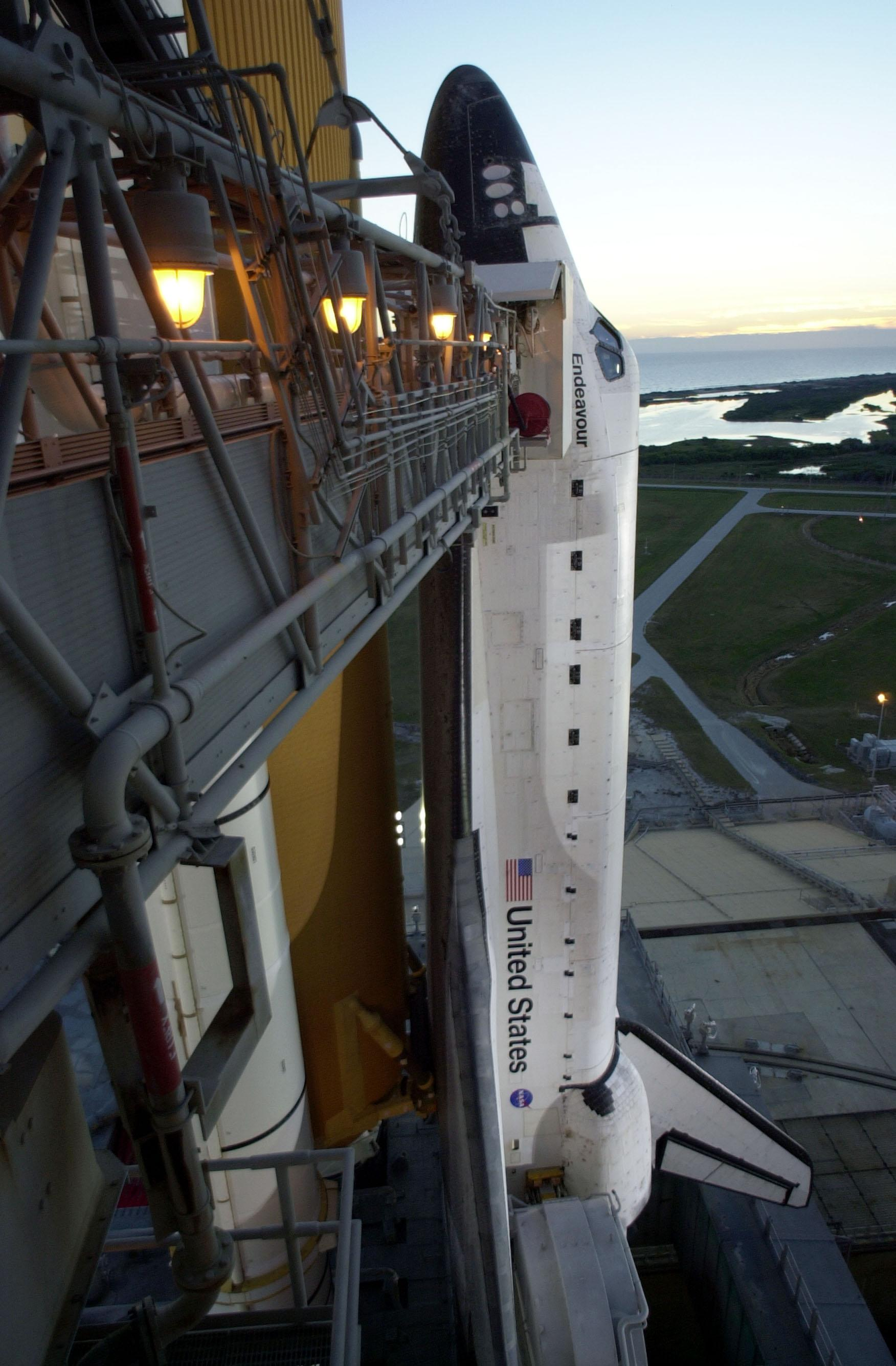
Індевор на стартовому майданчику 39-B до «STS-97»

Під час 11-денної місії, головна мета була завершена, яке мало доставити і підключити перший набір американо-умови Сонячні батареї в Міжнародній космічній станції. Астронавти завершили три виходи у відкритий космос, в ході якого вони підготували док-порт для прибуття лабораторного модуля «Дестині» встановлено плаваючий потенціал зонди для вимірювання електричний потенціал навколишні станцію, встановлена камера кабелю поза модуль Юніті, і передані матеріали, обладнання та відмовляються між «Індевора» і станції
У день польоту 3, командир Брент Джетт пов'язані Ендевор до МКС у той час як 230 миль вище північному сході Казахстан.
Успішне витяг з «Установка для переміщення і маневрування астронавта» (ПМО) (англ. Extravehicular Mobility Unit (EMU)), «Спрощена допомоги для порятунку» (англ. Simplified Aid for EVA Rescue (SAFER)), Канадарм, «Космічна система огляду» (англ. Advanced Space Vision System (OSVs)) і Андрогінно-периферійний агрегат стикування (англ. Androgynous Peripheral Attach System (ODS)) були завершені номінально.
Зсередини «Індевор» канадська фахівець польоту Марк Гарно використовував Канадарм, щоб видалити ферми P6 у вантажному відсіку, маневрування його в парку на ніч позицію, щоб нагріти її компонентів. Фахівці місії Джозеф Таннер і Карлос Норьєга переміщуються через тунель Індевор стикування і відкрив люк на МКС стикувального вузла, щоб залишити поставок і комп'ютерні апаратно на порозі станції. У день польоту 4, «Експедиції 1» Командувач Вільям Шеперд Пілот Юрій Гідзенко і бортінженер Сергій Крикальов — вступив модуль «Юніті» уперше і витягуються речі, залишені для них.
О 9:36 EST 8 грудня 2000 екіпаж заплатив перший візит в експедиції 1 екіпаж, що проживають в космічній станції. До тих пір шатл і станція не тримав один люк закритий для підтримки відповідного атмосферного тиску, що дозволяє екіпаж шатла вести свої виходи у відкритий космос і цілі місії. Після церемонії зустрічі і брифінги, вісім spacefarers проводяться структурні випробування станції та її сонячні батареї, передано обладнання, витратні матеріали і відмовляються туди і назад між космічними апаратами, і перевірили кабельного телебачення камери, встановленої Таннер і Норьєга для майбутньої місії.
9 грудня 2000 два екіпажі завершені заключні передачі поставок на станцію та інші предмети, повертається на Землю. Екіпажу Індевора попрощався з екіпажем експедиції 1 о 10:51 EST і закрив люки між кораблем. Після стикування один з одним протягом 6 днів 23 годин і 13 хвилин зусилля відстикувався від станції о 14:13 EST. Пілотований Майкл Блумфілд, він потім зробив годинну, хвіст першого кола станції. Розстикування відбулося 235 миль вище межі Казахстан та Китаю. Остаточний опік двигун відбувся близько північно-східного узбережжя Південної Америки.
STS-97 був 15-й політ «Індевор» і 101-й політ космічного човника.

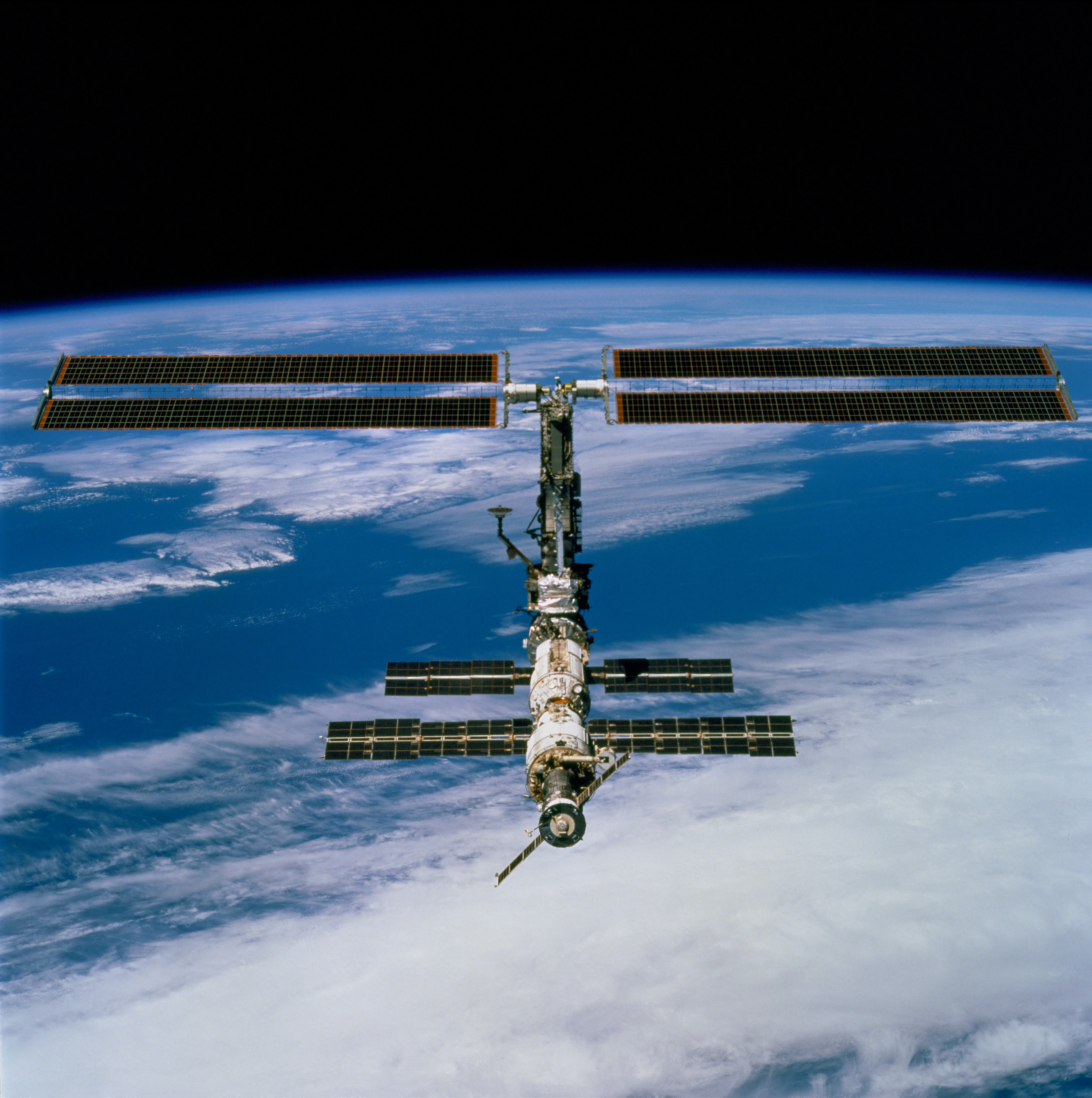
Взято з Індевор 9 грудня 2000 незабаром після розстикування. Нова сонячні батареї. Видно у верхній